# Craft Magazine

Craft | Magazine — моножанрове онлайн медіа, яке фокусується на жанрі інтерв'ю. Журнал створений у грудні 2020 року Катериною Казіміровою та Дариною Анастасьєвою. Це перше медіа України про культуру, всі матеріали якого виходять англійською мовою. Героями журналу стають представники культурної сфери України, розмови виконуються професійними журналістами, а також відомими письменниками, режисерами, музикантами та іншими митцями. Формат видання — культурний інтелектуальний глянець, видання позиціонується як головний культурний журнал країни.

## Концепція
Craft | Magazine фокусується на текстових версіях інтерв'ю, але має також відеоформати записаних розмов. Відеоверсії розмов можна переглянути на ютуб каналі видання, а також на офіційній сторінці у фейсбук. Нові матеріали виходять на сайті видання двічі на місяць і опиняються у рубриці відповідно до сфери мистецтва або культурного менеджмента, якими займається герой інтерв'ю. Станом на листопад 2021 року в журналі 7 рубрик: «література», «малярство», «видавництва», «кіно і театр», «музика», «балет» і «люди pro» і 25 великих портретних інтерв'ю із відомими митцями та культурними діячами України.

## Історія
Катерина Казімірова — засновниця, редакторка і технічна директорка медіа; виконавча директорка діджитал агенції ArtWeb.
Дарина Анастасьєва — співзасновниця, редакторка і продюсерка медіа; pr-менеджерка Українського радіо, Радіо Промінь, Радіо Культура та Будинку звукозапису Українського радіо. Після початку повномасштабного вторгнення росії на територію України, Дарину запросили вести «щоденник війни» на Швейцарському радіо. На сьогодні вийшло 6 епізодів.
Назва видання має англійське слово «craft», значення якого дослівно перекладається як «майстерна робота» або «ремесло». Вибір назви пов'язаний із філософією видання, в основі якої прагнення показати здобутки українського культурного естеблішменту як готових мистецьких творів, так і процес творення продуктів мистецтва, а також самотворення та становлення митців сучасної України, культурних менеджерів, дипломатів та культтрегерів.
Усі матеріали видання виходять водночас трьома мовами: українською, англійською та російською. Над створенням матеріалів працюють Дарина Анастасьєва, Катерина Казімірова, Юстина Добуш, Іванна Скиба-Якубова, Світлана Олешко, Ольга Скороход, Микита Григоров, Олена Гусейнова, Ірена Карпа, Гаська Шиян, Інга Естеркіна, Арі ван дер Ент, Ольга Усачова, Юрій Андрухович та Сергій Жадан. Коло інтерв'юерів постійно розширюється. Англійська версія видання повністю створена Катериною Казіміровою. Фотоматеріали Craft | Magazine виконані Валентином Кузаном, Катериною Лащиковою та іншими фотохудожниками. Редакторами англійської та російської версій є Saqrah Houck і Микита Григоров відповідно. Відеопродакш створений Святославом Шевченком, Коляном Пастико, Олексієм Кіріним та іншими операторами та режисерами монтажу.

## Вплив
У лютому 2021 року на сторінках журналу вийшло перше в історії української літератури інтерв'ю у виконанні Юрія Андруховича, яке він взяв у Сергія Жадана. Відеоверсію цієї розмови, а також інтерв'ю-відповідь «Сергій Жадан у розмові з Юрієм Андруховичем» Craft надав обласним телеканалам і ці дві розмови показали десятки телевізійних каналів у всіх областях України.
Журнал співпрацює з культурними фестивалями, впродовж року став інформаційним партнером Міжнародного поетичного фестивалю «MERIDIAN CZERNOWITZ»; музичних фестивалів «Зі Сходу до Заходу», «Бандерштат», «Авдіївка ФМ»; культурно-мистецького проєкту «Вишиваний. Король України» та інших.
17 листопада 2021 року Craft | Magazine у співпраці з America House Kyiv організувало публічну розмову «Культура глибинної розмови: інтерв'ю як мистецтво порозуміння» для закріплення міжкультурних зв'язків та трансформації сприйняття культурної України аудиторією США на прикладі моножанрового медіа, що фокусується на форматі інтерв'ю.